# Ligne 5 du métro de Séoul
Pour les articles homonymes, voir Ligne 5.
La ligne 5 du métro de Séoul (en coréen : 수도권 전철 5호선 et officiellement en anglais : Seoul Subway Line 5) est l'une des nombreuses lignes du métro de Séoul la capitale de la Corée du Sud. Elle traverse l'agglomération d'est en ouest, en passant par le centre de la ville. Mise en service par sections principalement en 1995-1996, c'est une ligne longue de plus de 58 km qui relie notamment l'Aéroport international de Gimpo, le quartier d'affaires d'Yeouido, le centre-ville de Séoul et les quartiers résidentiels de l'arrondissement de Gangdong-gu.
Elle a la particularité d'être la seule ligne de métro traversant Séoul en passant sous le fleuve Han à deux endroits (entre les stations de Mapo et Yeouinaru mais aussi entre Gwangnaru et Cheonho). Elle se scinde en deux branches différentes dans la partie orientale de Séoul.

## Situation sur le réseau

Plan du réseau du métro de Séoul (2023)

Caractérisée par sa couleur et son numéro, la ligne 5 traverse la ville d'est en ouest en passant par le centre. À l'est elle se sépare en deux branches. À l'ouest elle dessert l'aéroport international de Gimpo. 
Elle est en correspondance avec de nombreuses lignes.

## Historique

### Chronologie
- 5 novembre 1995 : mise en service de Wangsimni à Sangil-dong[2],
- 20 mars 1996 : mise en service de Banghwa à Kkachisan[2],
- 30 mars 1996 : mise en service de Gangdong à Macheon[3],[2],
- 12 août 1996 : mise en service de Kkachisan à Yeouido[2],
- 30 décembre 1996 : mise en service de Yeouido à Wangsimni[2],
- 20 mars 2008 : mise en service de la station Magok[4],
- 8 août 2020 : mise en service de la station Sangil-dong à Hanam Pungsan,
- 27 mars 2021 : mise en service de Hanam Pungsan à Hanam Geomdansan,
- 27 mars 2021 : mise en service de la station Gangil[5].

### Histoire
Le chantier de construction de la ligne 5 débute le 27 juin 1990 et les principales ouverture s'échelonnent de 1995 à 1996.
L'extension de la ville de Séoul à celle de Hanam est un projet régional construit par les autorités de la province de Gyeonggi, ce qui est une première en Corée ou la construction des lignes ferroviaires est le plus souvent dirigé par le ministrère des infrastructures et transports. Avant sa mise en route des essais pour confirmer la validité d'une signalisation embarquée capable d'être utilisée avec plusieurs systèmes différents, ce qui permet d'éviter d'avoir à tout uniformiser. Ce qui élargit les possibilités d'utilisation du matériel roulant. Pour une longueur de 7,4 km il est prévu cinq stations dont l'une sur le territoire de Séoul. La fréquence de desserte de cette section doit être inférieure au reste de la ligne. La première phase, de 4,4 km de Sangil-dong à Hanam Pungsan est mise en service le 8 août 2020 et la deuxième longue de 3 km de Hanam Pungsan à Hanam Geomdansan est mise en service le 8 août 2020.
La station Gangil n'est ouverte que le 27 mars 2021, cela doit améliorer la possibilité d'utiliser le métro par les habitants des quartiers environnants.

## Infrastructure

### Stations

#### Ligne principale
|     |                                                        |              |     |      |       |                 |  |  |  |
| 510 | Banghwa                                                |              | --- | 0.0  | Séoul | Gangseo-gu      |  |  |  |
| 511 | Gaehwasan                                              |              | 0.9 | 0.9  | Séoul | Gangseo-gu      |  |  |  |
| 512 | Aéroport international de Gimpo                        |              | 1.2 | 2.1  | Séoul | Gangseo-gu      |  |  |  |
| 513 | Songjeong                                              |              | 1.2 | 3.3  | Séoul | Gangseo-gu      |  |  |  |
| 514 | Magok (Home & Shopping)                                |              | 1.1 | 4.4  | Séoul | Gangseo-gu      |  |  |  |
| 515 | Balsan                                                 |              | 1.2 | 5.6  | Séoul | Gangseo-gu      |  |  |  |
| 516 | Ujangsan                                               |              | 1.1 | 6.7  | Séoul | Gangseo-gu      |  |  |  |
| 517 | Hwagok                                                 |              | 1.0 | 7.7  | Séoul | Gangseo-gu      |  |  |  |
| 518 | Kkachisan                                              |              | 1.2 | 8.9  | Séoul | Gangseo-gu      |  |  |  |
| 519 | Sinjeong ((Eunhaengjeong))                             |              | 1.3 | 10.2 | Séoul | Yangcheon-gu    |  |  |  |
| 520 | Mok-dong                                               |              | 0.8 | 11.0 | Séoul | Yangcheon-gu    |  |  |  |
| 521 | Omokgyo (Mokdong Stadium)                              |              | 0.9 | 11.9 | Séoul | Yangcheon-gu    |  |  |  |
| 522 | Yangpyeong                                             |              | 1.1 | 13.0 | Séoul | Yeongdeungpo-gu |  |  |  |
| 523 | Mairie d'Yeongdeungpo-gu                               |              | 0.8 | 13.8 | Séoul | Yeongdeungpo-gu |  |  |  |
| 524 | Marché d'Yeongdeungpo                                  |              | 0.9 | 14.7 | Séoul | Yeongdeungpo-gu |  |  |  |
| 525 | Singil                                                 |              | 1.1 | 15.8 | Séoul | Yeongdeungpo-gu |  |  |  |
| 526 | Yeouido                                                |              | 1.0 | 16.8 | Séoul | Yeongdeungpo-gu |  |  |  |
| 527 | Yeouinaru                                              |              | 1.0 | 17.8 | Séoul | Yeongdeungpo-gu |  |  |  |
| 528 | Mapo                                                   |              | 1.8 | 19.6 | Séoul | Mapo-gu         |  |  |  |
| 529 | Gongdeok                                               |              | 0.8 | 20.4 | Séoul | Mapo-gu         |  |  |  |
| 530 | Aeogae                                                 |              | 1.1 | 21.5 | Séoul | Mapo-gu         |  |  |  |
| 531 | Chungjeongno (Kyonggi Univ.)                           |              | 0.9 | 22.4 | Séoul | Seodaemun-gu    |  |  |  |
| 532 | Seodaemun (Kangbuk Samsung Hospital)                   |              | 0.7 | 23.1 | Séoul | Jongno-gu       |  |  |  |
| 533 | Gwanghwamun (Sejong Center for the Performing Arts)    |              | 1.1 | 24.2 | Séoul | Jongno-gu       |  |  |  |
| 534 | Jongno 3(sam)-ga (Tapgol Park)                         |              | 1.2 | 25.4 | Séoul | Jongno-gu       |  |  |  |
| 535 | Euljiro 4(sa)-ga (BC Card)                             |              | 1.0 | 26.4 | Séoul | Jung-gu         |  |  |  |
| 536 | Parc culturel & historique de Dongdaemun (DDP)         |              | 0.9 | 27.3 | Séoul | Jung-gu         |  |  |  |
| 537 | Cheonggu                                               |              | 0.9 | 28.2 | Séoul | Jung-gu         |  |  |  |
| 538 | Singeumho                                              |              | 0.9 | 29.1 | Séoul | Seongdong-gu    |  |  |  |
| 539 | Haengdang                                              |              | 0.8 | 29.9 | Séoul | Seongdong-gu    |  |  |  |
| 540 | Wangsimni (Seongdong-gu Office)                        |              | 0.9 | 30.8 | Séoul | Seongdong-gu    |  |  |  |
| 541 | Majang                                                 |              | 0.7 | 31.5 | Séoul | Seongdong-gu    |  |  |  |
| 542 | Dapsimni                                               |              | 1.0 | 32.5 | Séoul | Dongdaemun-gu   |  |  |  |
| 543 | Janghanpyeong                                          |              | 1.2 | 33.7 | Séoul | Dongdaemun-gu   |  |  |  |
| 544 | Gunja (Neung-dong)                                     |              | 1.5 | 35.2 | Séoul | Gwangjin-gu     |  |  |  |
| 545 | Achasan (Rear Entrance to Seoul Children's Grand Park) |              | 1.0 | 36.2 | Séoul | Gwangjin-gu     |  |  |  |
| 546 | Gwangnaru (Presbyterian Univ. & Theological Seminary)  |              | 1.5 | 37.7 | Séoul | Gwangjin-gu     |  |  |  |
| 547 | Cheonho (Pungnaptoseong)                               |              | 2.0 | 39.7 | Séoul | Gangdong-gu     |  |  |  |
| 548 | Gangdong (Kangdong Sacred Heart Hospital)              | (b. Macheon) | 0.8 | 40.5 | Séoul | Gangdong-gu     |  |  |  |
| 549 | Gil-dong                                               |              | 0.9 | 41.4 | Séoul | Gangdong-gu     |  |  |  |
| 550 | Gubeundari (Gangdong Community Center)                 |              | 0.8 | 42.2 | Séoul | Gangdong-gu     |  |  |  |
| 551 | Myeongil                                               |              | 0.7 | 42.9 | Séoul | Gangdong-gu     |  |  |  |
| 552 | Godeok (Kyung Hee Univ. Hospital at Gangdong)          |              | 1.2 | 44.1 | Séoul | Gangdong-gu     |  |  |  |
| 553 | Sangil-dong                                            |              | 1.1 | 45.2 | Séoul | Gangdong-gu     |  |  |  |
| 554 | Gangil                                                 |              | 0.7 | 45.9 | Séoul | Gangdong-gu     |  |  |  |
| 555 | Misa                                                   |              | 0.7 | 46.6 | Hanam |                 |  |  |  |
| 556 | Hanam Pungsan                                          |              | 2.1 | 48.7 | Hanam |                 |  |  |  |
| 557 | Hanam City Hall (Deokpung & Sinjang)                   |              | 1.3 | 50.0 | Hanam |                 |  |  |  |
| 558 | Hanam Geomdansan                                       |              | 1.7 | 51.7 | Hanam |                 |  |  |  |
|     |                                                        |              |     |      |       |                 |  |  |  |

#### Branche Macheon
|      |                                            |              |     |      |       |             |  |  |  |
| 548  | Gangdong (Kangdong Sacred Heart Hospital)  | (principale) | 0.8 | 40.5 | Séoul | Gangdong-gu |  |  |  |
| P549 | Dunchon-dong                               |              | 1.2 | 41.7 | Séoul | Gangdong-gu |  |  |  |
| P550 | Parc olympique (Korea National Sport Univ) |              | 1.4 | 43.1 | Séoul | Songpa-gu   |  |  |  |
| P551 | Bangi                                      |              | 0.9 | 44.0 | Séoul | Songpa-gu   |  |  |  |
| P552 | Ogeum                                      |              | 0.9 | 44.9 | Séoul | Songpa-gu   |  |  |  |
| P553 | Gaerong                                    |              | 0.9 | 45.8 | Séoul | Songpa-gu   |  |  |  |
| P554 | Geoyeo                                     |              | 0.9 | 46.7 | Séoul | Songpa-gu   |  |  |  |
| P555 | Macheon                                    |              | 0.9 | 47.6 | Séoul | Songpa-gu   |  |  |  |
|      |                                            |              |     |      |       |             |  |  |  |